# M/F Columbus
M/F Columbus är en dansk bil- och personfärja, som sommartid trafikerar rutten mellan Kulhuse på Hornsherred och Sølagen i Hundested över Roskildefjordens mynning på nordvästra Själland, en överfart som tar åtta minuter.
Färjan byggdes 1947 som Motorferje No. III Fredrikstad på Fredrikstad Mekaniska Verkstad i Norge för trafik för Fredrikstad Kommunale Ferjested över Glomma i Norge mellan Fredrikstad Vest och Fredrikstad Øst. Hon såldes 1962 till Danmark, där hon byggdes om, döptes om till Columbus och sattes i trafik mellan Kulhuse och Sølager.
M/F Columbus köptes 2002 av Fanø Gods I/S på Fænø och sattes i trafik mellan Fyn och Fænø fram till 2005, då hon köptes av dåvarande Jægerspris kommun för att åter sättas in på rutten Kulhuse–Sølager.
Hon ägs idag av Frederikssunds kommun.